# Gunung Pepanji (berg i Indonesien, lat 4,78, long 96,88)
Gunung Pepanji är ett berg i Indonesien.   Det ligger i provinsen Aceh, i den västra delen av landet, 1 600 km nordväst om huvudstaden Jakarta. Toppen på Gunung Pepanji är 2 344 meter över havet, eller 246 meter över den omgivande terrängen. Bredden vid basen är 3,1 km. Gunung Pepanji ingår i Pegunungan Pase.
Terrängen runt Gunung Pepanji är kuperad åt sydost, men åt nordväst är den bergig. Runt Gunung Pepanji är det tätbefolkat, med 511 invånare per kvadratkilometer. I omgivningarna runt Gunung Pepanji växer i huvudsak städsegrön lövskog.